# Бунів
Бу́нів — село в Україні, у Яворівському районі Львівської області. Населення становить 795 осіб. Орган місцевого самоврядування — Яворівська міська рада.
Бунів — одне з найстаріших західноукраїнських сіл, розташоване на горбистій місцевості на висоті 250 м над рівнем моря. Перша згадка: 1320 рік.
Воно розміщене на чотирьох горбах, поміж якими протікає кілька потічків. Ці горби в селі називають: Кубракова Гора, Дубанова Гора, Кінець, Закуток. Село розташоване майже в центрі чотирикутника Яворів — Судова Вишня — Мостиська — Краковець (на відстані 12 км від Яворова).

## Топонімія
Як і кожне село, люди поділили Бунів на кільканадцять секторів, які мали свої назви: Кінець, Кубракова Гора, Панянська Гора, Закуток, Воля Бунівська, Бубнівка, Підзамче, Боднарівка, Загір'я (Гурщина), Соханка, Діброва, Іваники, Макарі, Бенівка.

## Виникнення та заселення Бунова

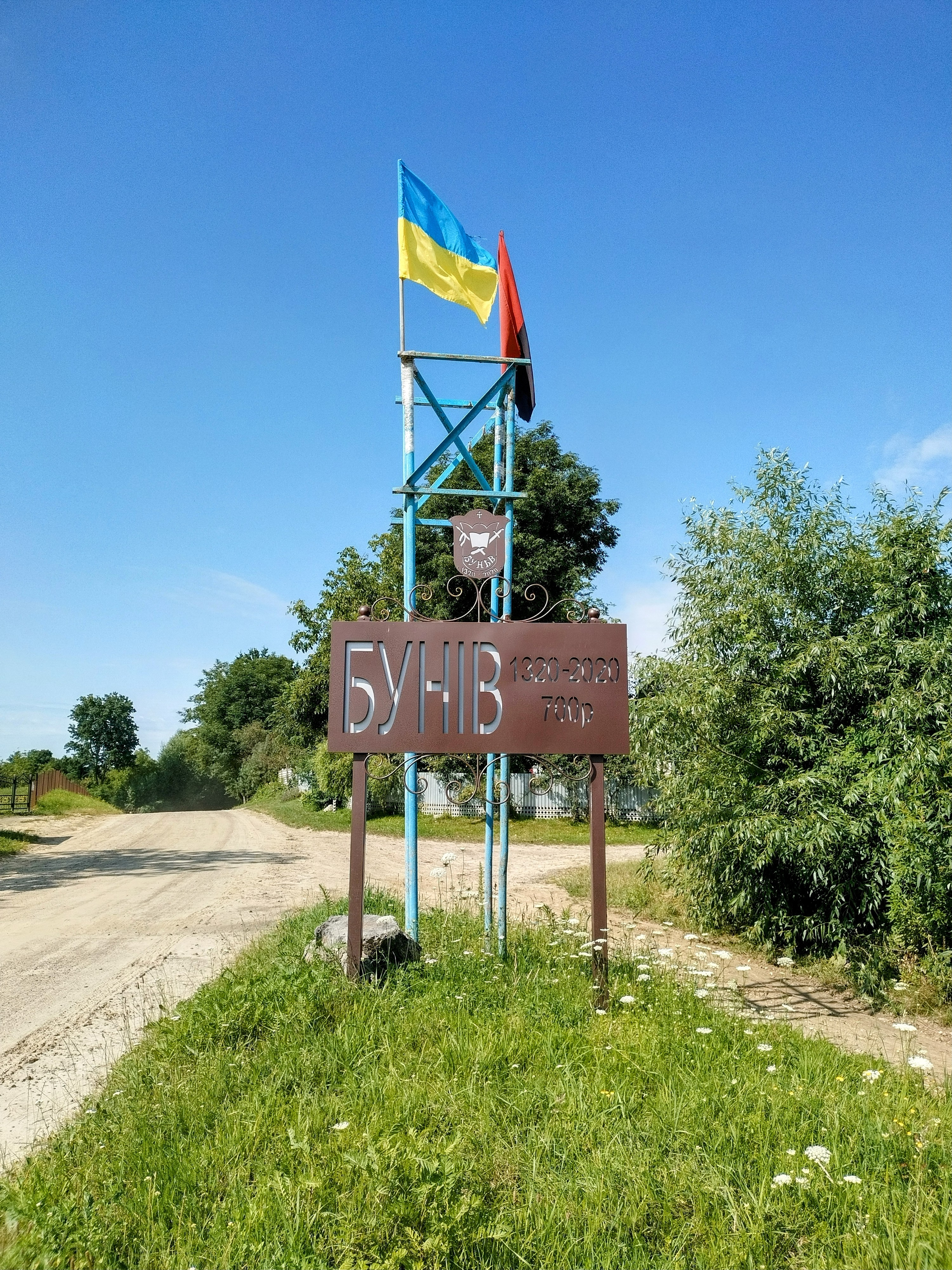
Знак при в'їзді в село

Про те, чому село дістало назву Бунів, точно, мабуть, не довідаємося ніколи. Однак легенда передає нам два перекази. В одному мовиться, що на місці нинішнього Бунова в давнину шумів буковий ліс, а на тому місці, де тепер є урочище «Верховина», була рівнина. Перші поселенці сподобали собі це місце і почали будувати оселі. Будівельним матеріалом служили їм дерева, які росли тут поряд. Про те, що тут був буковий ліс, свідчать і донині збережені найстаріші буки біля сучасної церкви та в інших місцях села. А розбудовою села ліс поступово вирубували. Свою оселю перші поселенці назвали Буків, а з часом ця назва змінилась на Бунів.  А гора, на якій колись шумів ліс, так і залишилась називатись Шумівською. Нині її більше знають як «Кубракову гору».
Другий  переказ каже, що назва села походить від прізвища тодішнього старійшини, що своє старійшинство передавав з роду в рід, так що справа дійшла до «панства». Тому, що згаданий старійшина-пан мав прізвище Бунь, то й село назвали Бунів.
Існують ще й інші легенди-перекази про виникнення назви Бунів, як, наприклад, легенда про «солодивого буняка», але вони маловірогідні, бо дуже подібні до казки. Ось цей переказ, "ще на початку існування (села) у ньому проживав жорстокий чоловік, на ім'я Буньо(солодивий буняк), який «все руйнував своїм поглядом». Як в інших місцях, так і тут люди розповідають про нього, що, на щастя, він лише тоді міг на світ дивитися і шкоду і людям наносити, коли слуги піднімали йому вилками повіки очей. Той буняк жив на південній стороні села, на одному горбку, який ще й донині називається «Бонів горбок». Від імені цього чоловіка пішла назва села Бонів або на місцевій вимові «Бинів». На поставлене селянам запитання: «Що то за село?» ви могли почути: «Бинів». Або: «Звідки ви йдете?» — «З Бинова». 3 розвоєм села виникла потреба у створенні громадського центру. І ось в південній частині села, поряд із тим місцем, де зараз збудована нова школа, було споруджено першу дерев'яну церкву. Перед нею був широкий майдан; це було центром села. Поряд із церквою, на місці сучасної «Верховини», було закладено цвинтар.

## Відомі люди

### Народились
- о. Добрянський Антін (1810)
- Слюсар Михайло (1892) — поручник УГА і Армії УНР. Учасник Визвольної Боротьби України, заслужений громадський діяч в краю і на еміграції.

### Пов'язані з селом
- Юрій Липа — громадський діяч, поет, лікар, ідеолог українського націоналізму, інструктор УПА.
- Володимир Кунанець — громадський діяч, вчитель, видавець, діяч ОУН, загинув разом з побратимами від рук НКВД поблизу Бунова
- наприкінці XVII ст. парохом села був батько о. Антонія Добрянського[1]

## Пам'ятки архітектури
Церква Святої Параскеви (УГКЦ) з дзвіницею.
Пам'ятка архітектури національного значення.
В 1589 році в селі вже існувала церква. Існуюча дерев’яна церква збудована у 1676 році замість попередньої, яка згоріла у 1656 році. За іншими даними церкву будували з 1669 по 1671 рік. Майстром був Яцентій Михайловський.
В 1703 році над бабинцем на емпорі збудовано церкву (каплицю) Святих Апостолів Петра і Павла, оточену зовнішньою галереєю. Можливо, тоді добудована північна ризниця. Церква реставрована у 1897 та 1934 роках.
Після 1937 року емпора перероблена у «П» - подібні хори. Тоді ж збудована з дощок південна ризниця.

До ремонту в кінці 2000-х років зовнішні стіни церкви замінили вузькими дерев’яними планками, які імітують гонти. На захід від церкви розташована надбрамна, дерев’яна, двоярусна дзвіниця. Довжина і ширина церкви - 15,9 м. х 8,6 м. Довжина і ширина дзвіниці 4,0 м. х 4,0 м. Адміністратор: о. Кобасяр Іван (від 13.03.2019)

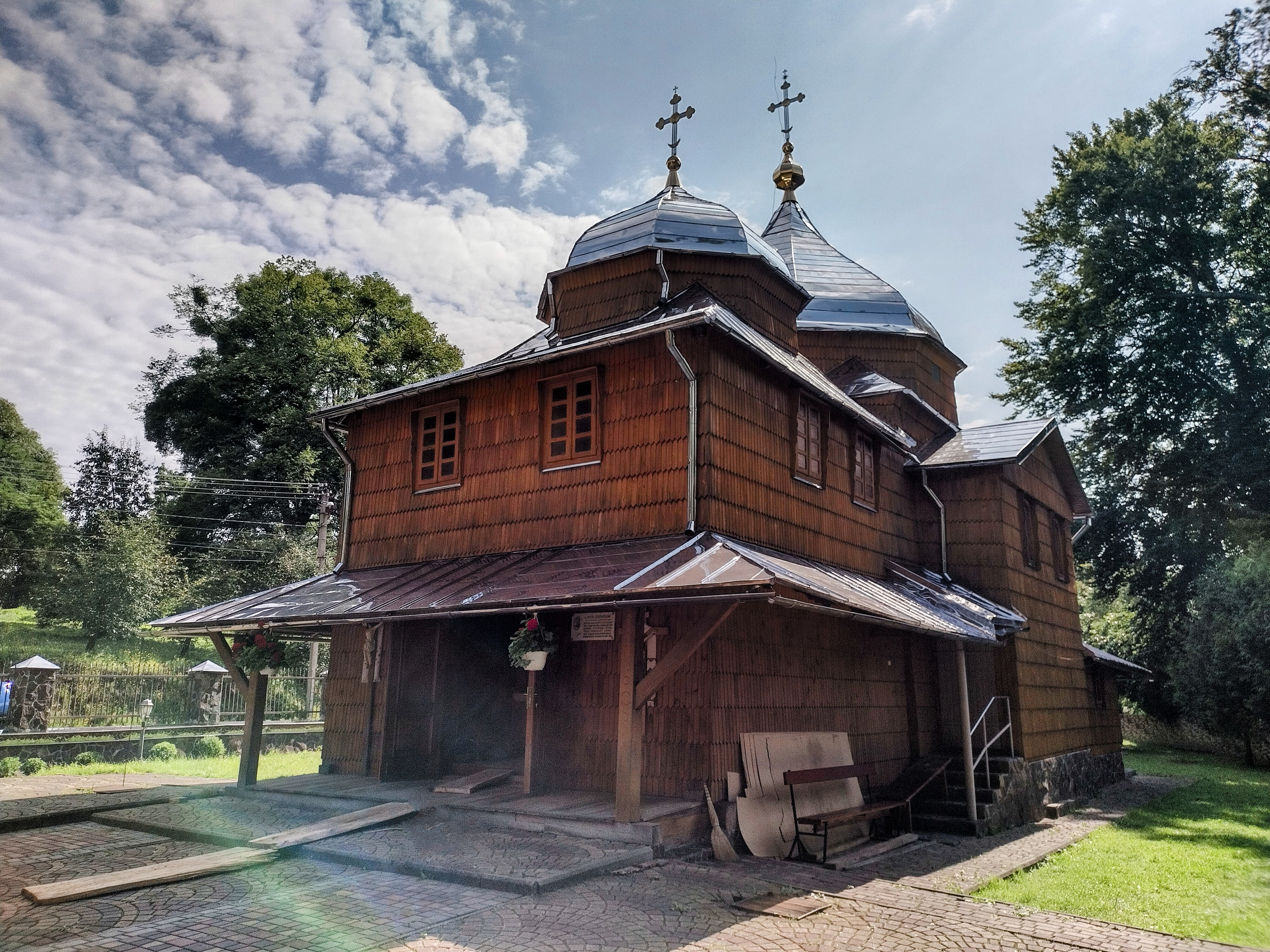
Церква Святої Параскеви у 2023 році
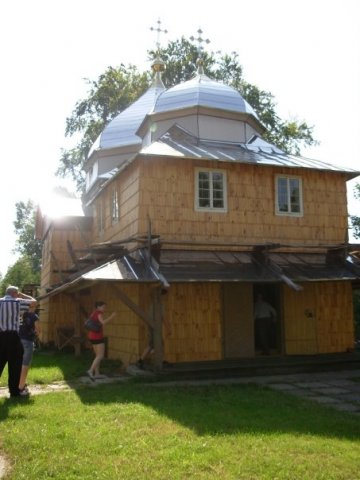
Вхід до церкви
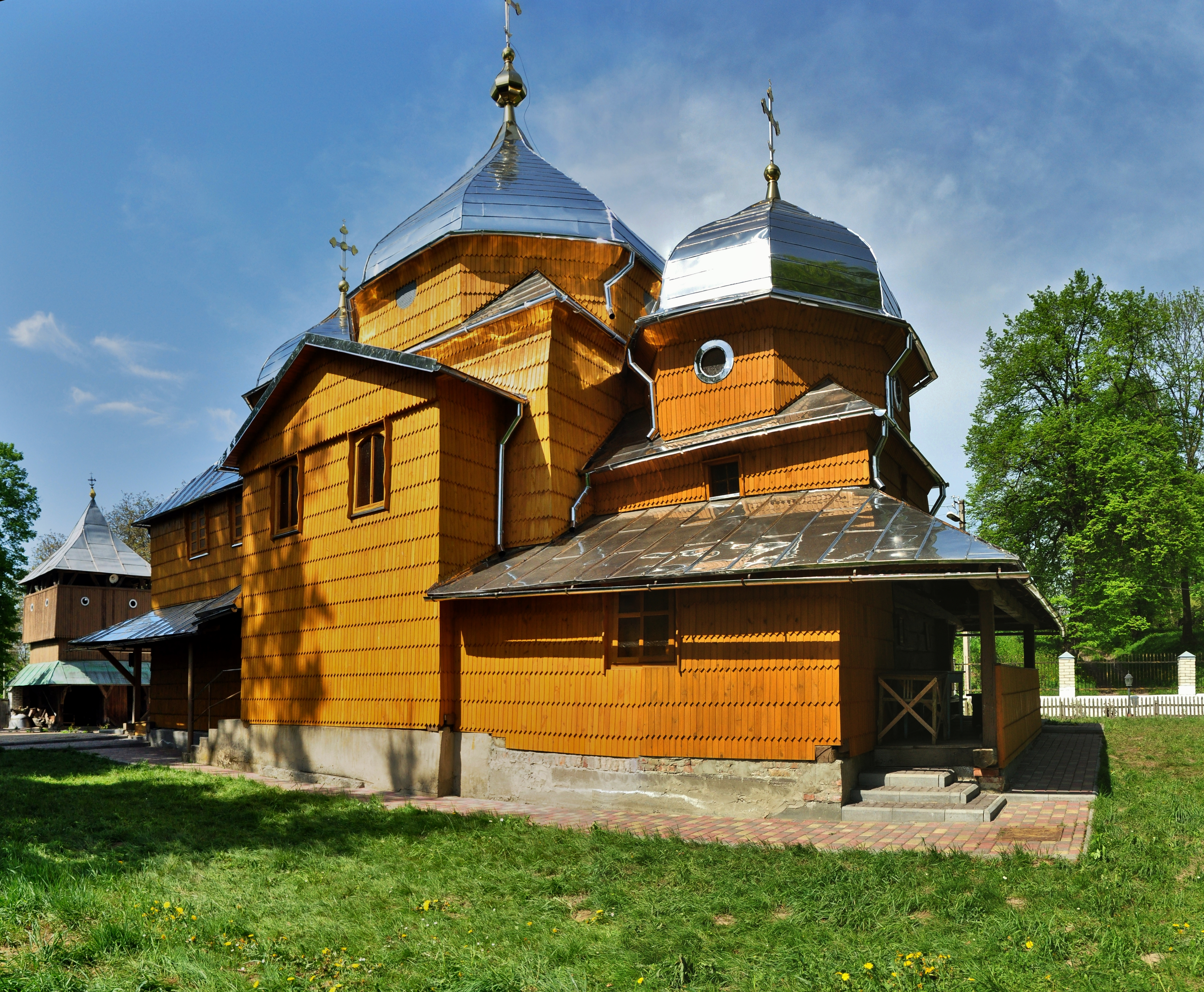
Кутовий вигляд
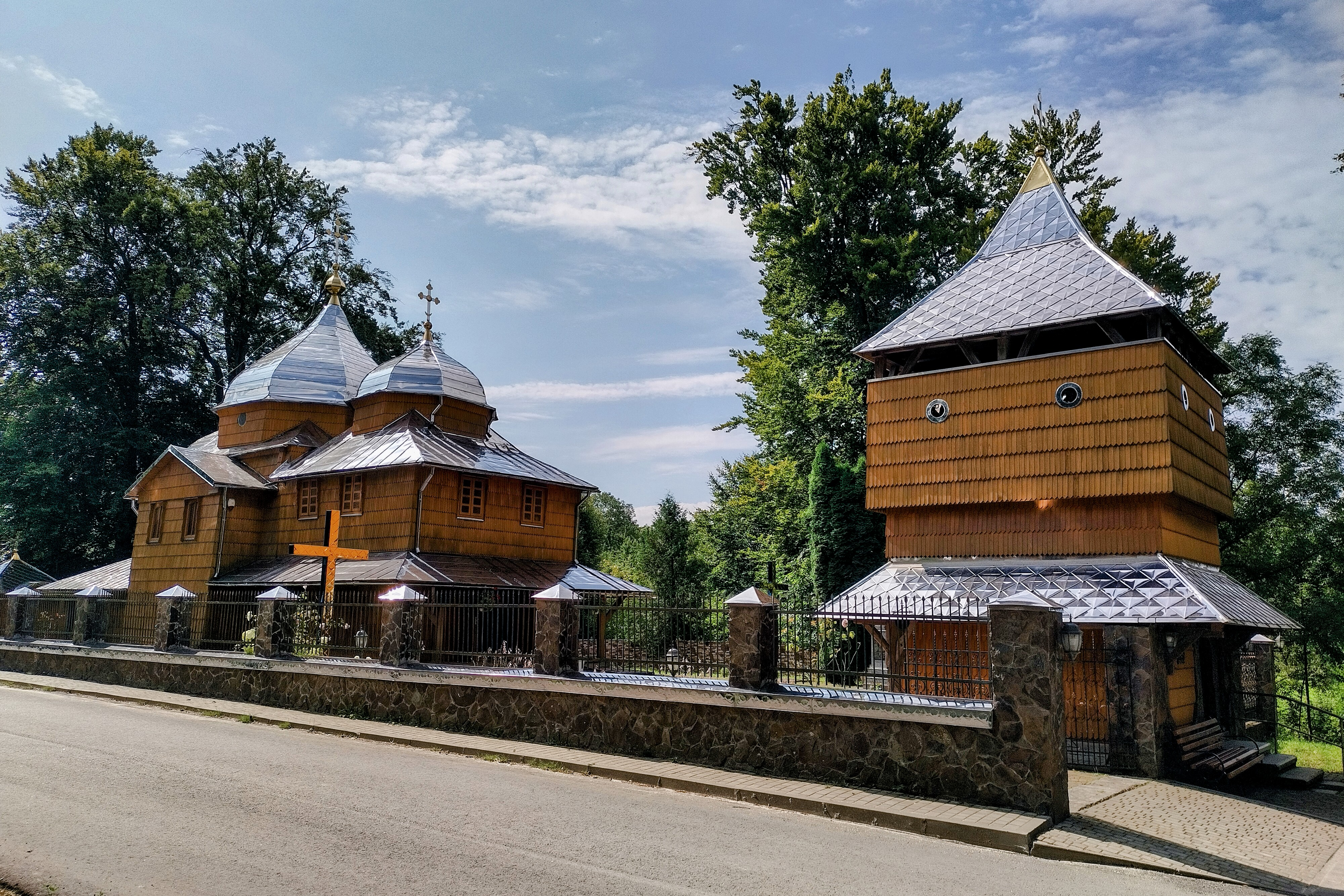
Панорамний вигляд
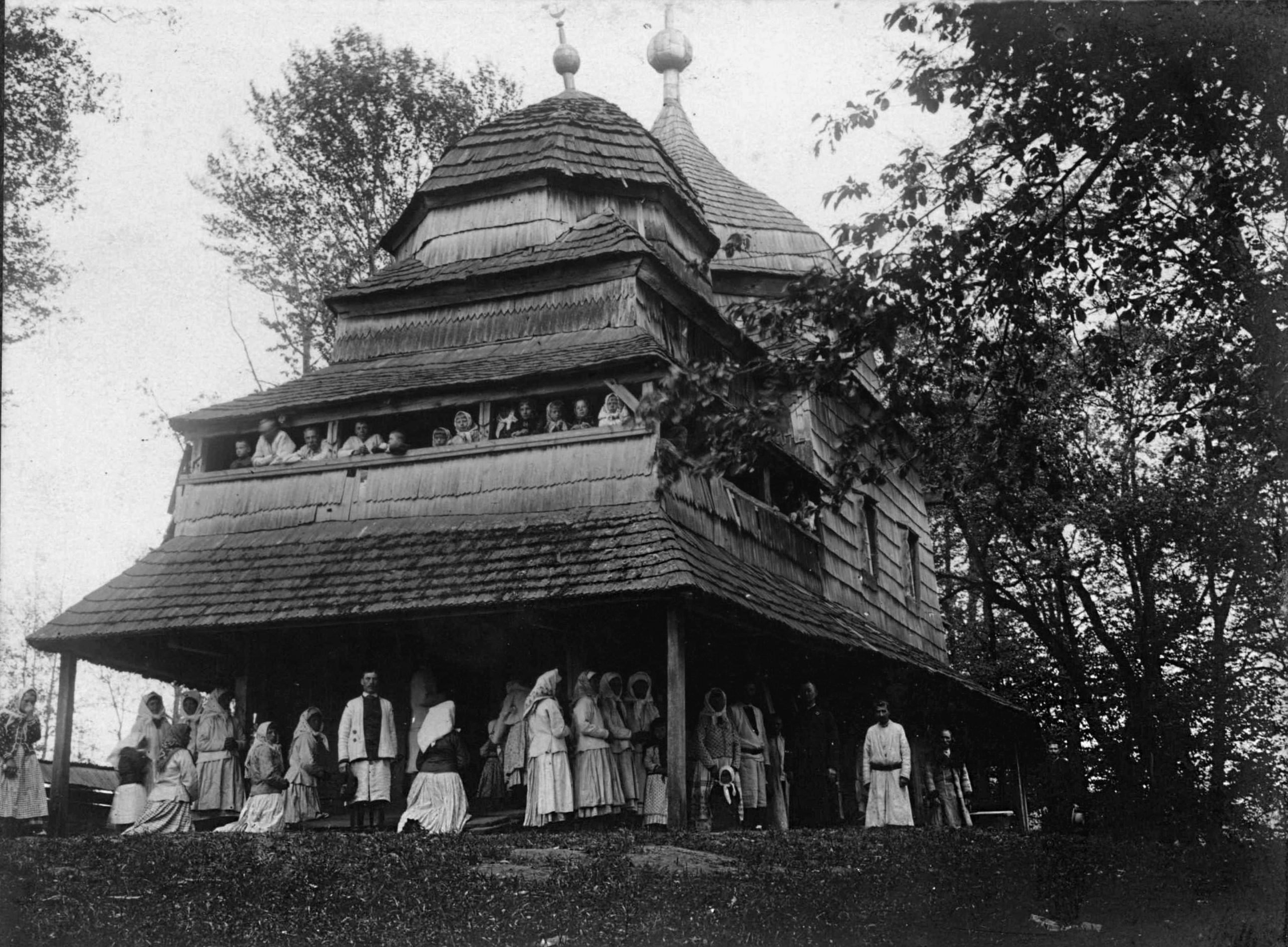
Церква на світлині 1905 р.
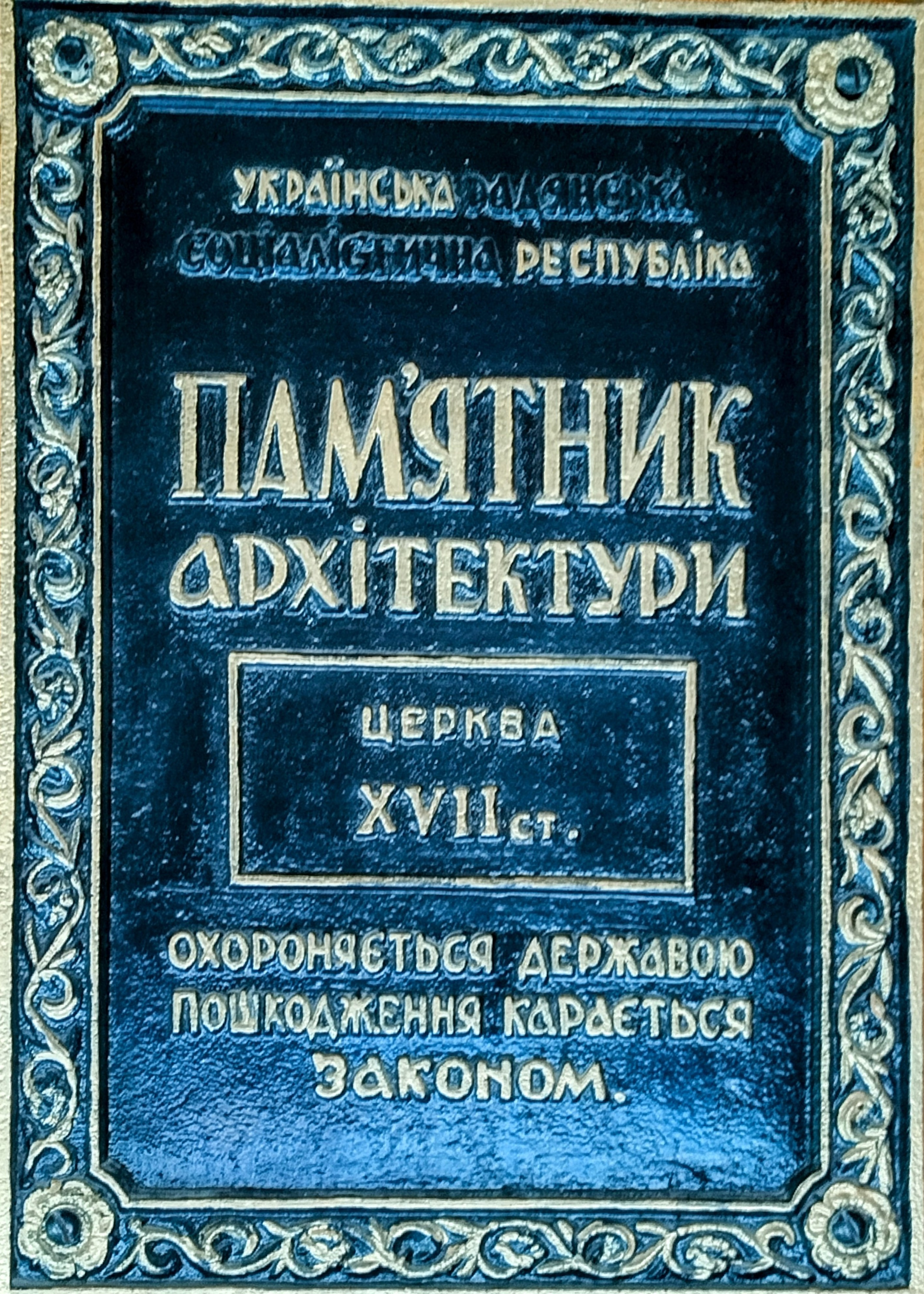
Охоронна дошка Церква XVII ст.
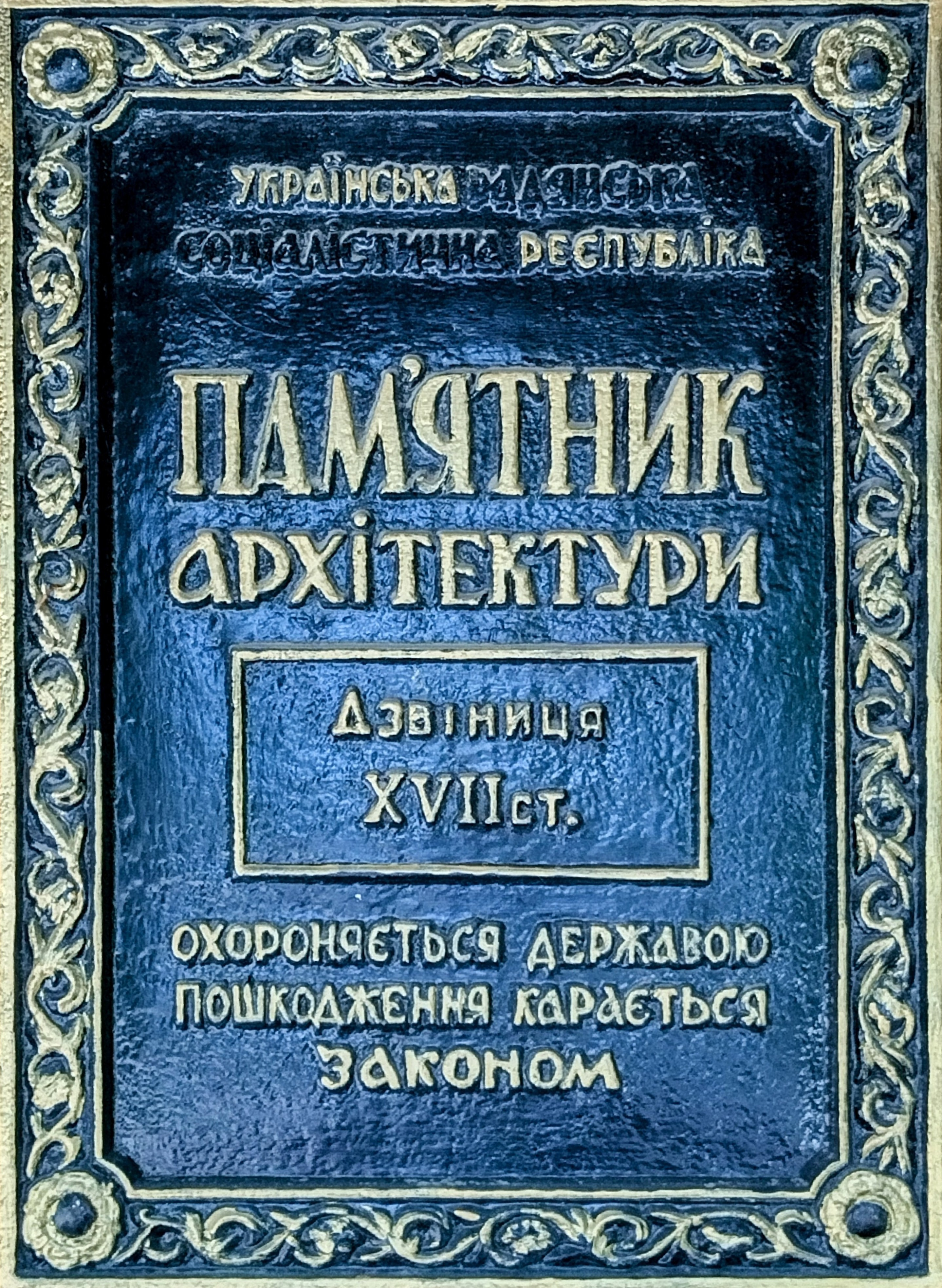
Охоронна дошка Дзвіниця XVII ст.
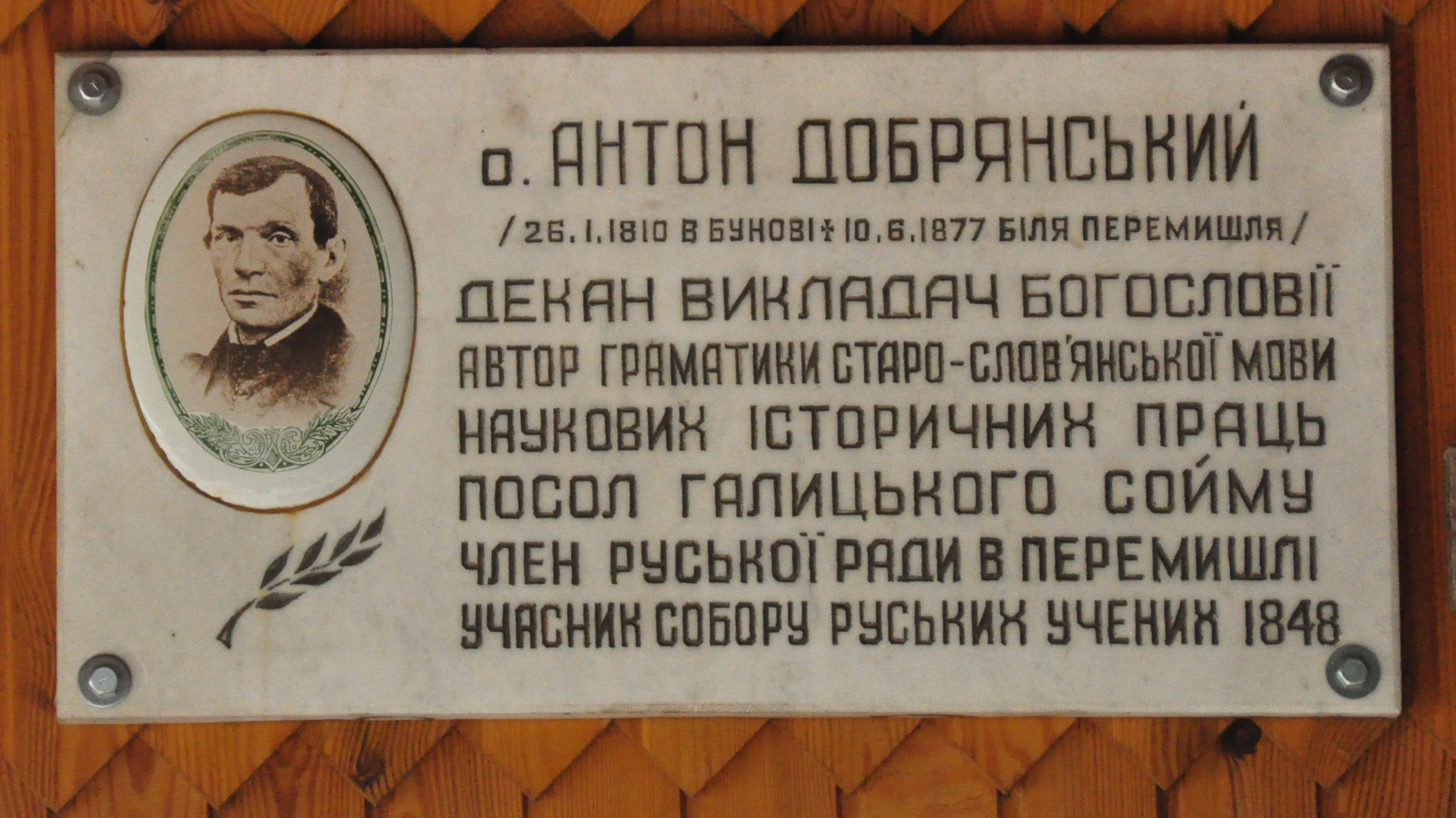
Пам'ятна дошка о. Антонію Добрянському

## Галерея

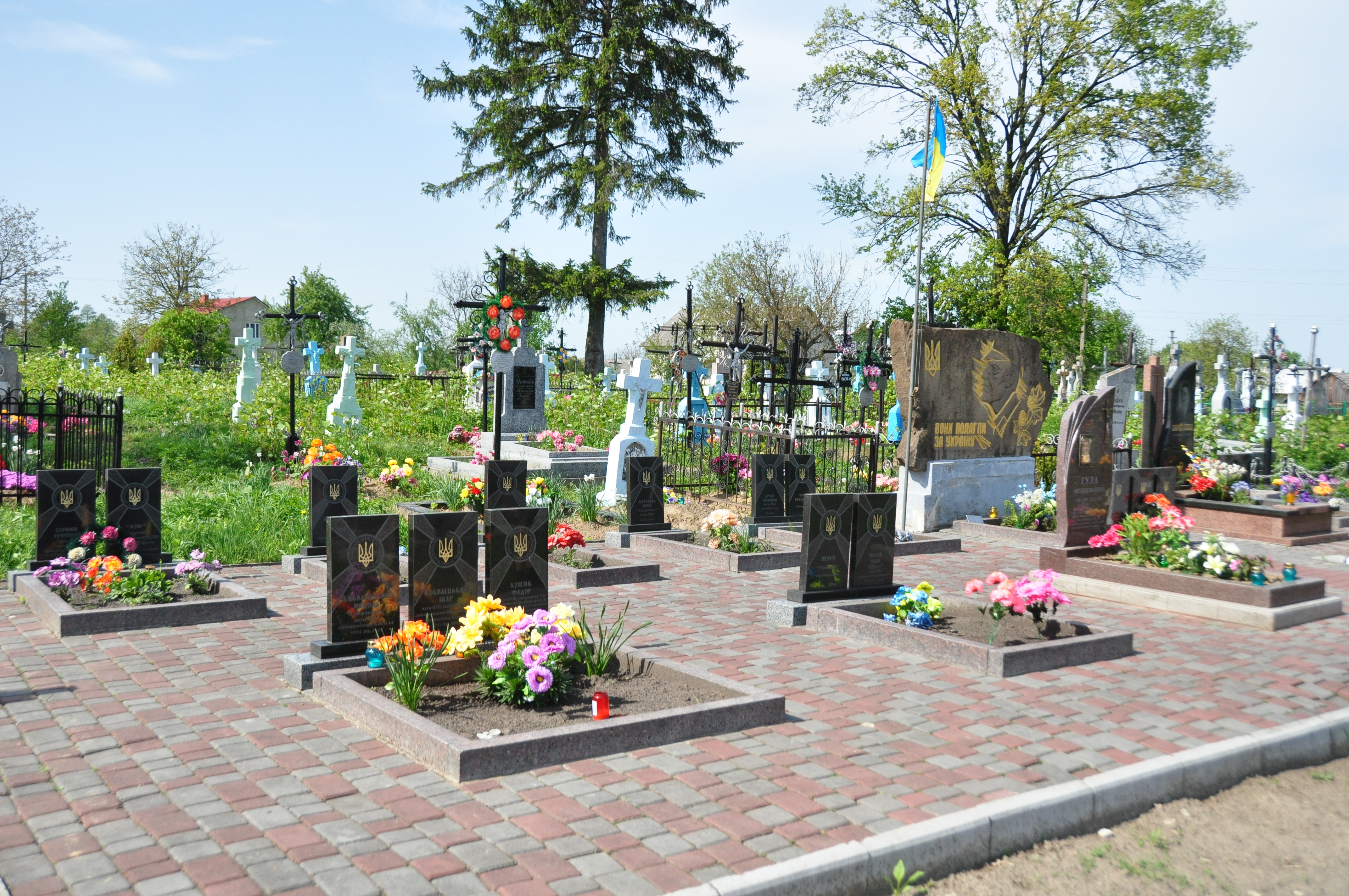
Меморіал полеглим воїнам ОУН-УПА
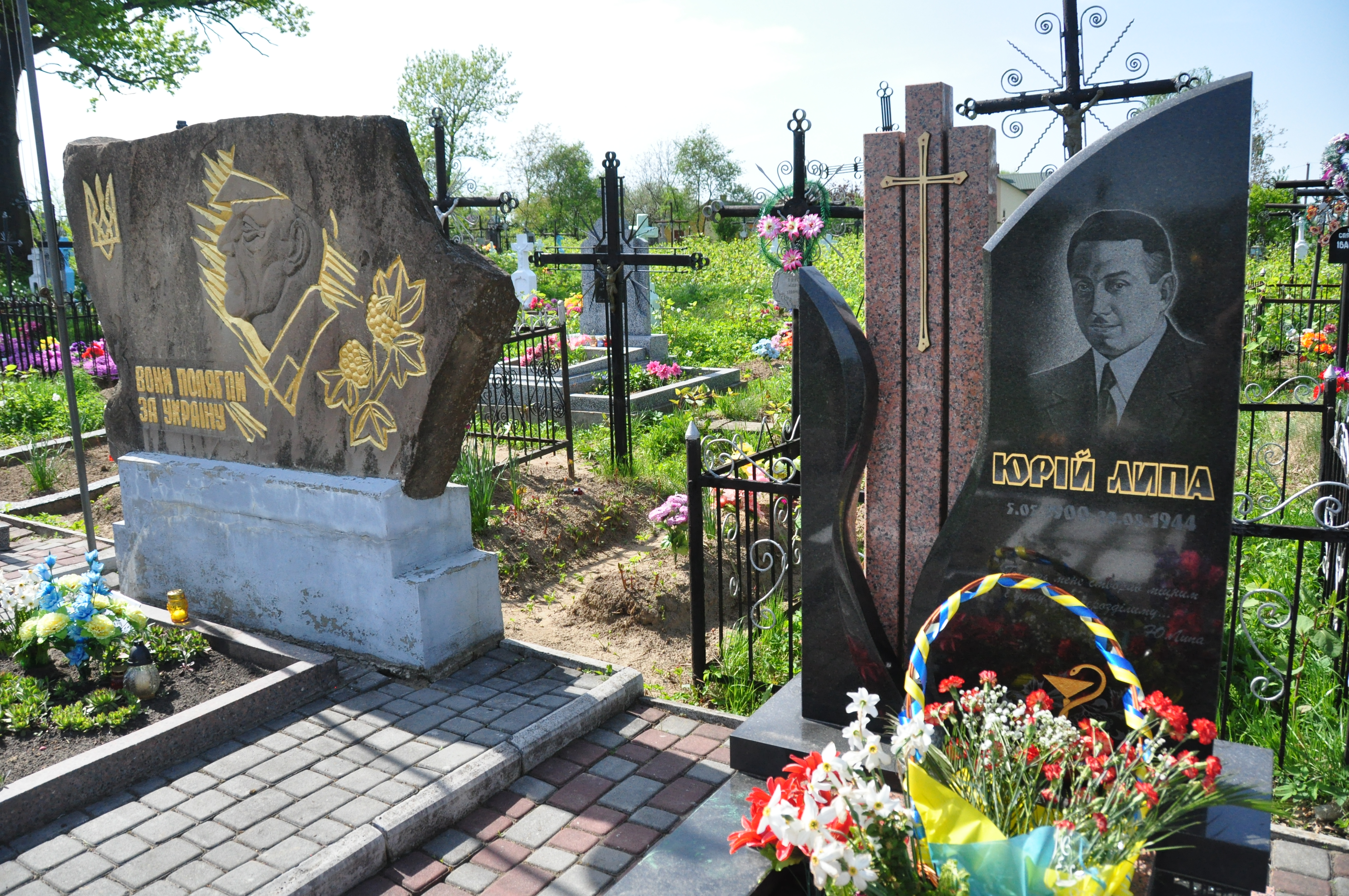
Могила Юрія Липи
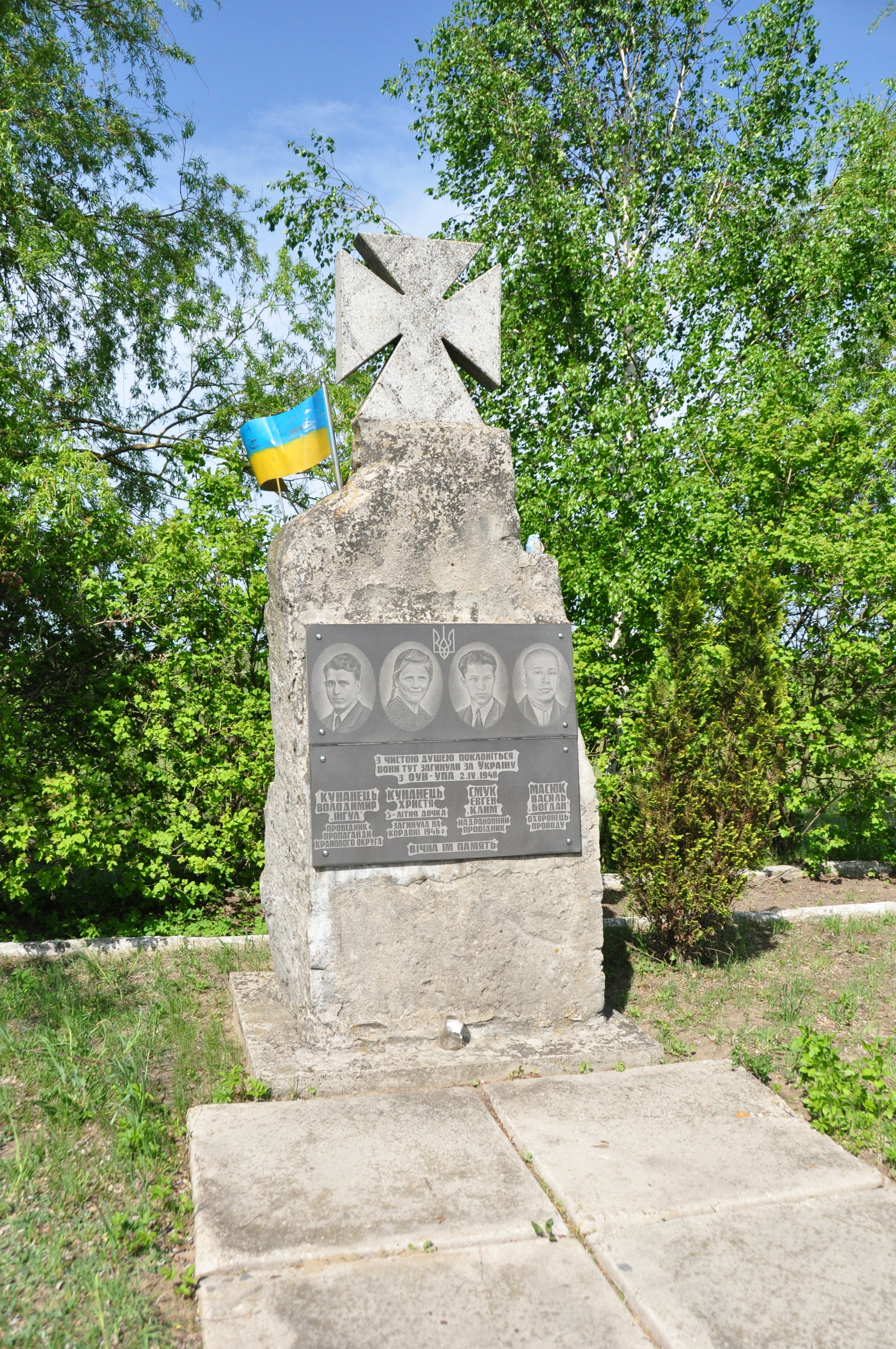
Кенотаф на місці загибелі Володимира Кунанця та його побратимів
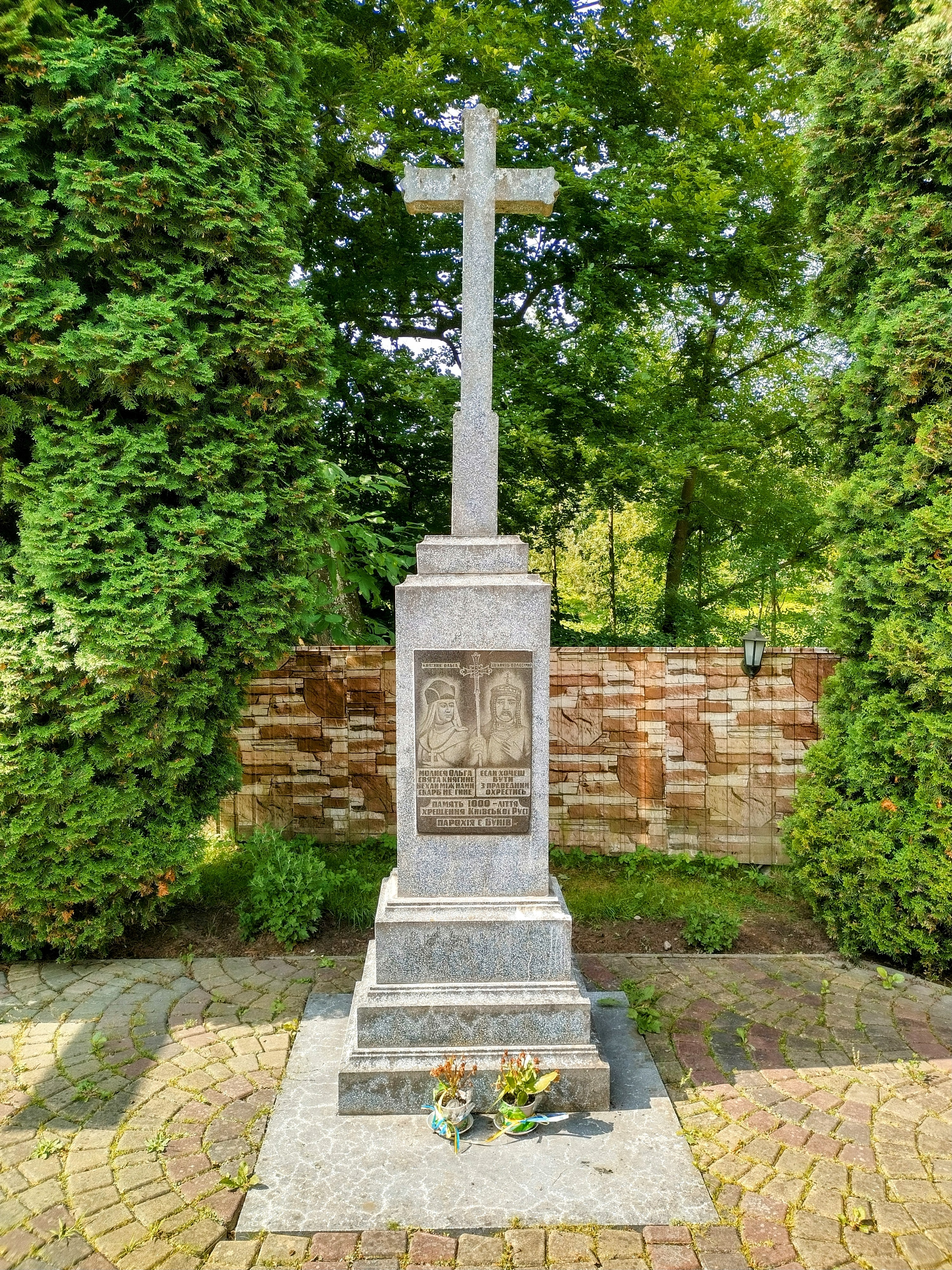
Пам'ятний знак хрещення Київської Русі
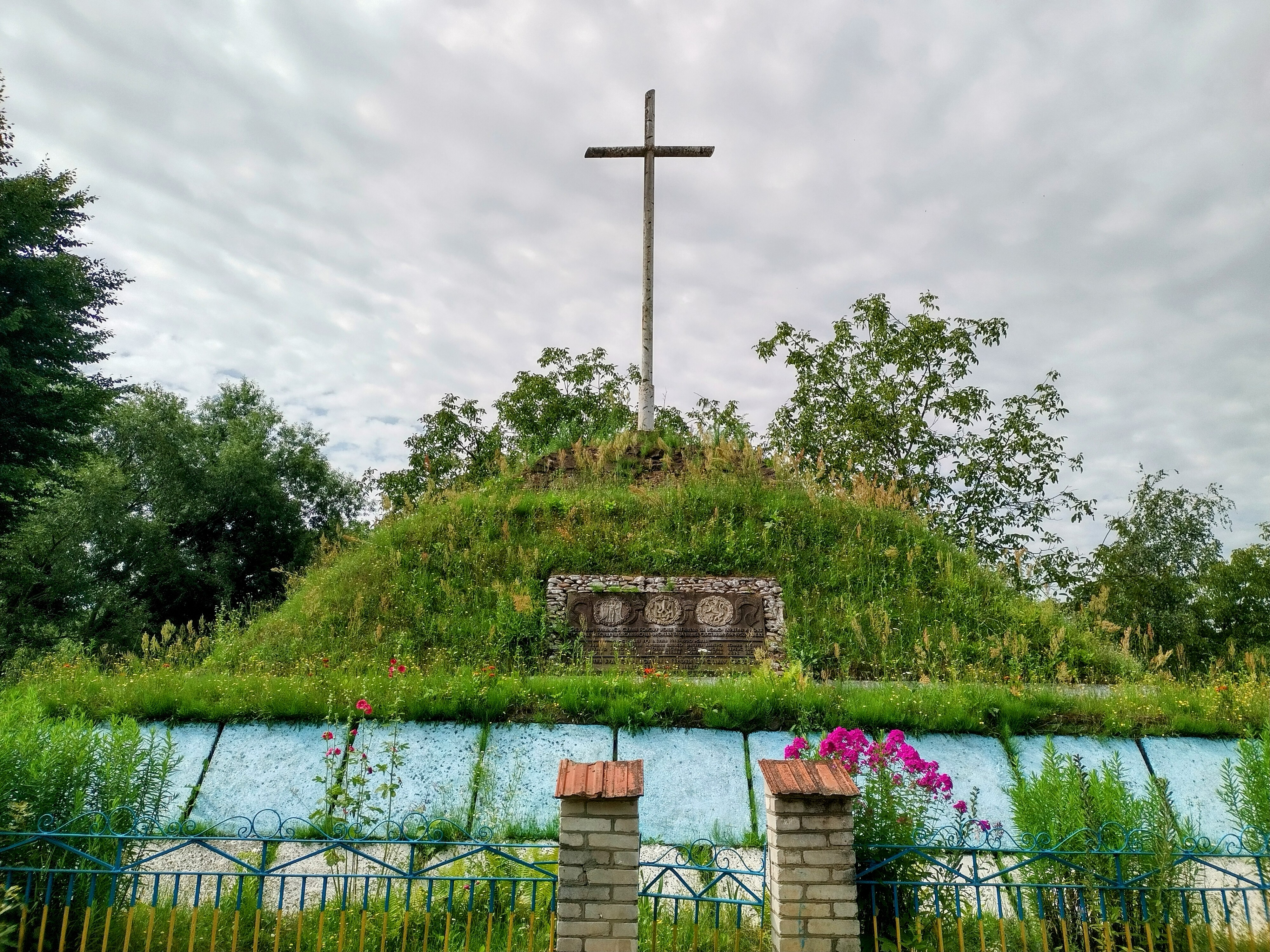
Меморіал "Борцям за волю України"
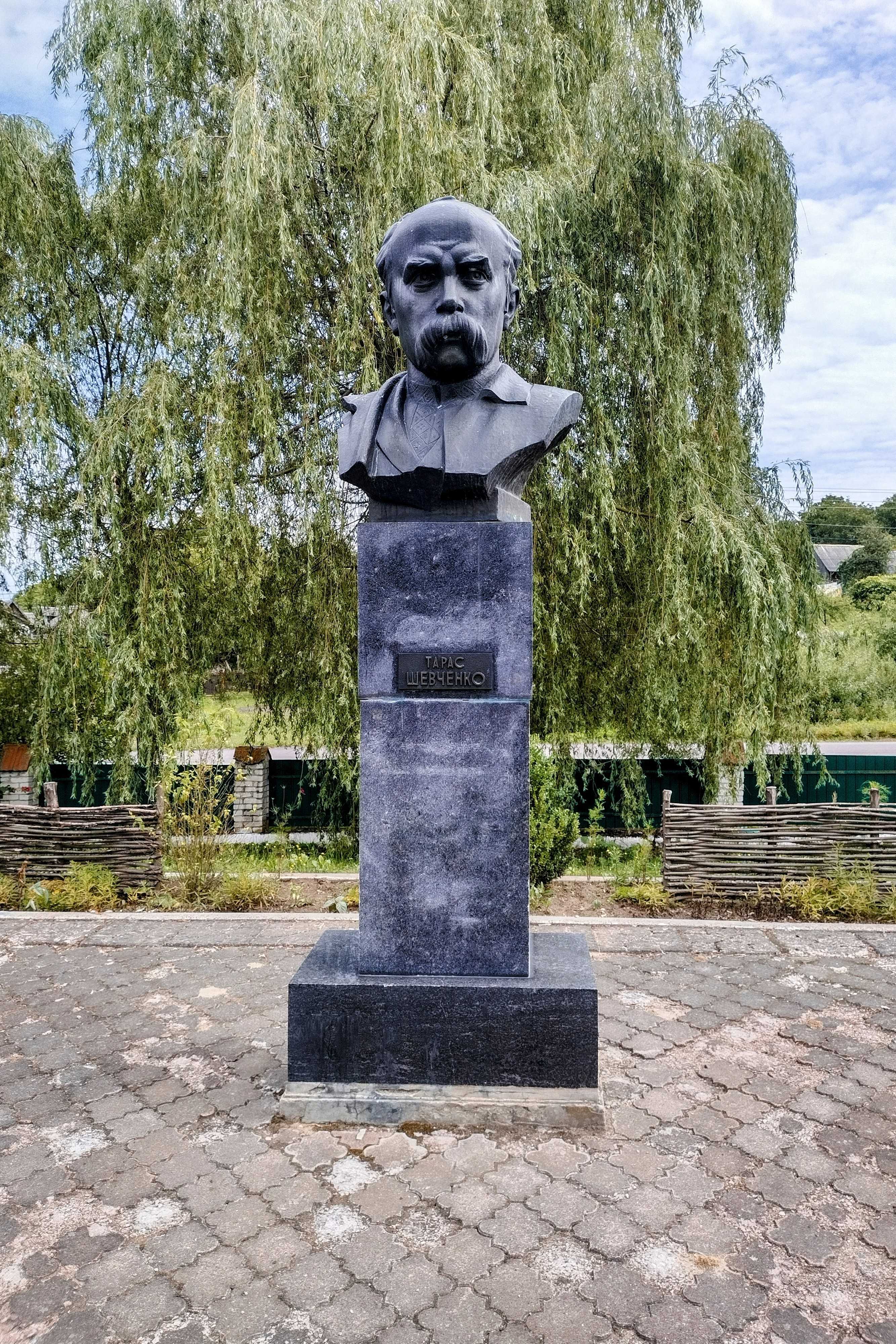
Пам'ятник-погруддя Тарасу Шевченку
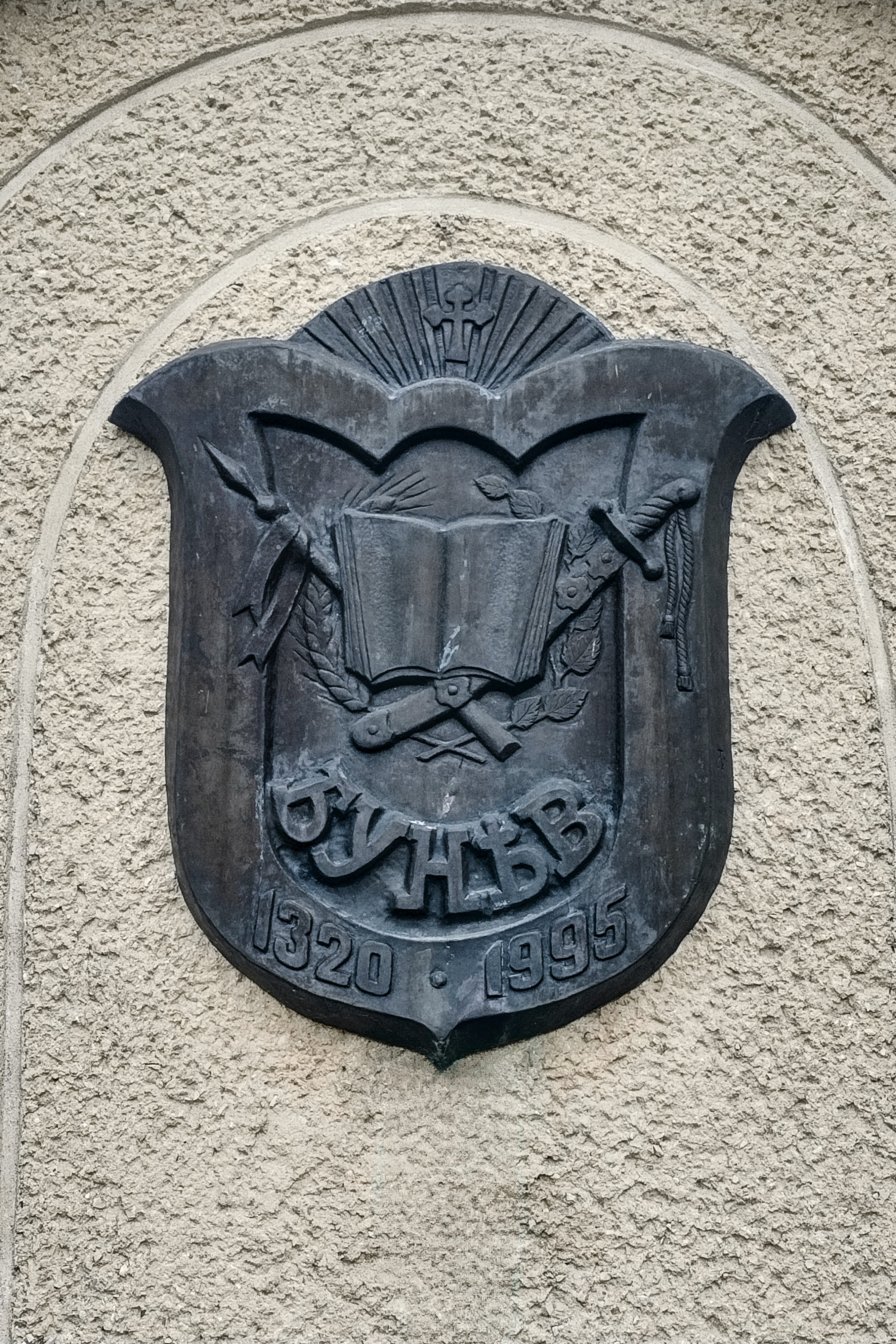
Пам'ятний знак "675 років селу Бунів"